# Trigonopeltastes delta
Trigonopeltastes delta är en skalbaggsart som beskrevs av Forster 1771. Trigonopeltastes delta ingår i släktet Trigonopeltastes och familjen Cetoniidae. Inga underarter finns listade i Catalogue of Life.

## Bildgalleri

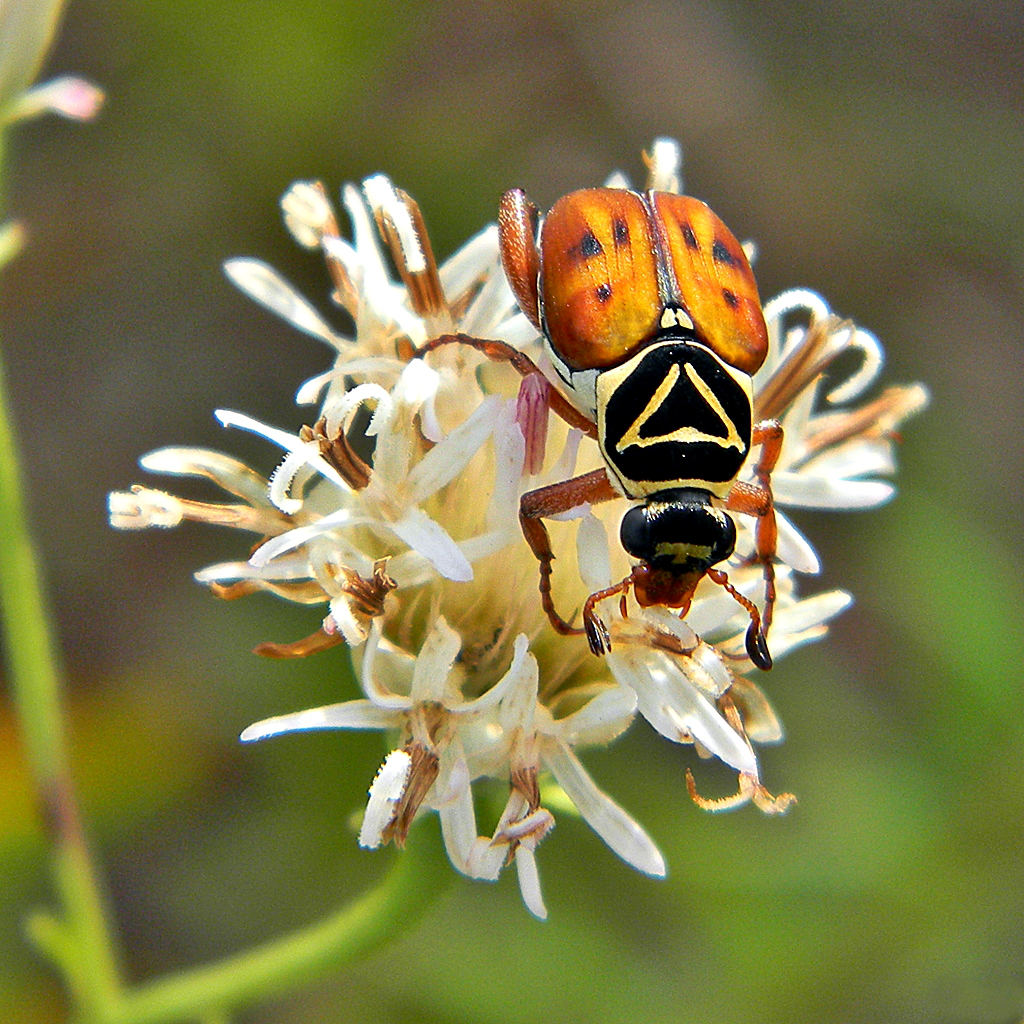
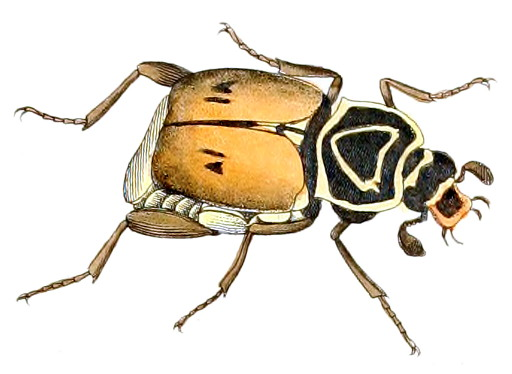